# Кекропіди
Кекропіди (грец. Kekropides) — дочки Кекропа. Перекази про трьох сестер (Аглавру, Герсу й Пандросу) тісно пов'язані з легендами про Афіну і належать до найстарших аттичних міфів.
Коли Афіна потай від Гефеста сховала свого вихованця Ерехтея в скрині і доручила її сестрам, вони не втрималися, відкрили скриню й побачили Ерехтея з вужем навколо шиї. Розгнівана Афіна наслала на сестер божевілля, вони кинулися з Акрополя в безодню й загинули (за Аполлодором, сестри загинули від укусу вужа). Перекази про К. були дуже популярні в Афінах; кожна з сестер мала свої особисті пригоди і власний культ, що входило в комплекс обрядів і церемоній ушанування Афіни на Акрополі.